# Sulle strade della California
Sulle strade della California (Police Story) è una serie televisiva antologica statunitense di genere poliziesco, trasmessa dalla NBC dal 1973 al 1978.

## Trama
Il telefilm, di taglio decisamente realista, narrava storie quotidiane e verosimili della vita dei poliziotti: dai rapporti con le famiglie e con i colleghi e gli informatori, alla caccia ai criminali. Ogni puntata era autoconclusiva e senza interpreti di ruolo o personaggi principali: particolare, questo, caratteristico ed inusuale nelle serie televisive, che di norma puntano sul cast fisso e al rapporto di fedeltà personaggio-spettatore.
Uno dei motivi del successo della serie risiede nell'ideazione dell'autore Joseph Wambaugh, vero poliziotto che firmò diversi romanzi (I nuovi centurioni e I chierichetti, ad esempio, entrambi portati sullo schermo) e diede pertanto alla serie (che si avvale di alcune regie di buon mestiere e alla musica di Jerry Goldsmith e Richard Markowitz) un'impronta veritiera che conquistò il pubblico statunitense.

## Guest-star
Durante le 5 stagioni dello show si sono alternate moltissime star: Arnold Schwarzenegger, Sylvester Stallone, Ed Asner, Frankie Avalon, Martin Balsam, Lloyd Bridges, Dabney Coleman, Chuck Connors, Linda Cristal, Howard Duff, Antonio Fargas, Robert Forster, John Forsythe, Louis Gossett Jr., Larry Hagman, DeForest Kelley, David Janssen, Don Johnson, Cheryl Ladd, Jerry Lee Lewis, Sal Mineo, Don Most, Tony Musante, Smokey Robinson, Kurt Russell, John Saxon, William Shatner, Robert Stack, Jan-Michael Vincent, James Farentino, Christopher Connelly, Vic Morrow, Richard Egan.

## Episodi
| Stagione         | Episodi | Prima TV USA | Prima TV Italia |
| ---------------- | ------- | ------------ | --------------- |
| Prima stagione   | 22      | 1973-1974    | 1976-1978-1983  |
| Seconda stagione | 22      | 1974-1975    | 1978-1981/1984  |
| Terza stagione   | 22      | 1975-1976    | 1981/1984       |
| Quarta stagione  | 22      | 1976-1977    | 1983-1984       |
| Quinta stagione  | 7       | 1977-1978    | 1981            |

## Trasmissione italiana
La serie è andata in onda a partire dal 7 marzo 1976 su Rai 1 con il titolo di Sulle strade della California.

## Spin-off
- Sono stati due gli spin-off tratti dalla fortunata serie: Pepper Anderson - Agente speciale (1974) e Joe Forrester (1975).